# Pier Maria Campi
Pier Maria Campi, o Pietro Maria Campi (Piacenza, 19 maggio 1569 – Piacenza, 9 ottobre 1649), è stato un religioso e storico italiano.

## Biografia
Pier o Pietro Maria Campi, noto per aver composto l'opera Dell'Historia ecclesiastica di Piacenza, fu un sacerdote cattolico e storico che dedicò gran parte della sua vita alla ricerca e alla scrittura della storia ecclesiastica. Campi raccolse una vasta quantità di informazioni da documenti storici, registri parrocchiali e altre fonti del tempo. 

## Opere
Lista parziale
- Insignium gestorum s. Antonini martyris ... aliorumque sanctorum ... series, Placentiae 1603
- Vita di sant'Antonino, ibid. 1603
- Pietro Maria Campi, Dell'Historia ecclesiastica di Piacenza, Piacenza, per Giovanni Bazachi stampatore camerale, 1651-1662.